# Luciano Comida
Luciano Comida (Trieste, 3 aprile 1954 – Trieste, 20 maggio 2011) è stato uno scrittore italiano contemporaneo.

## Biografia
Luciano Comida frequentò il liceo classico e lasciò circa a metà i suoi studi di lettere moderne. Fin da piccolo ha iniziato a scrivere e inventare storie, fino a quando nel 1996 ha cominciato a comporre romanzi per ragazzi.
Ha collaborato con centinaia di articoli a molti giornali, tra cui:
La fanzine di letteratura fantastica, Il Re In Giallo, Il Piccolo, Il Meridiano, Avanti, La Voce Repubblicana, Reporter diretto da Enrico Deaglio, Il Mercatino, Primorski Dnevnik, Trieste Oggi, Novo Delo, Proposta, La Cosa Vista, Arcobaleno, Vita nuova, Toro News, Italialaica, MicroMega, Critica Liberale, Stati Uniti d'Europa, Cittadella, è stato direttore della rivista Konrad, collaborato con radio private tra cui il network di Radio Popolare, dall'ottobre 2006 al luglio 2008 ha condotto una trasmissione settimanale su Radio Fragola. 
Ha tenuto corsi di scrittura creativa per ragazzi e per adulti, svolgendo centinaia di incontri con le scuole e con le biblioteche in Italia, Slovenia, Croazia, Svizzera e Grecia.
Diagnosticatogli un tumore osseo in marzo, muore nella sua città natale il 20 maggio del 2011.

## Premi ricevuti
- 1988 – Max l'Arciduca futizà: menzione al 1° Memorial Camber-Barni
- 1989 – Max l'Arciduca futizà: miglior incasso stagione teatro dialettale
- 1989 – Max l'Arciduca futizà: Primo al Giorgio Totola a Verona
- 1997 – Vita privata avventure: Terzo al 47° Castello - Sanguinetto
- 1997 – Vita privata avventure: Primo all'Alpi Apuane
- 1997 – Vita privata avventure: Primo a Parole senza Frontiere-Trento
- 1998 – Vita privata avventure: Segnalato 9° Bitritto
- 1998 – Vita privata avventure: Primo a Giuria Ragazzi 9° Bitritto
- 1998 – Chi è Cristina: Primo a Inediti 9° Bitritto
- 2000 – Testa di legno: Secondo a Parole di legno- Sez. Ragazzi
- 2000 – Lavoro notturno: Secondo a Parole di legno- Sez. Adulti
- 2000 – Dribbling a rientrare: Primo a Storie del Novecento - Serravalle Scrivia
- 2000 – Un pacco postale di nome: Secondo al 50° Castello - Sanguinetto
- 2000 – Un pacco postale di nome: Primo al 22° Penne
- 2000 – Un pacco postale di nome: Segnalato al 10° Bitritto
- 2000 – Un pacco postale di nome: Primo al "Giuria Critici in erba“ 10° Bitritto
- 2000 – Un pacco postale di nome: Secondo al 23° Insula Romana - Bastia Umbra
- 2001 – Un pacco postale di nome: Selezione Bancarellino
- 2001 – Un pacco postale di nome: Primo al 2° Ciliegia D'Oro - Cortemaggiore
- 2002 – Un pacco postale di nome: Secondo al 9° Sarezzo
- 2008 – Non fare il furbo, Michele Crismani - Primo al Città di Calimera - Giuria dei ragazzi

## Opere
- L'hotel dei cuori spezzati (1984)
- Lava, tra gli alberi che bruciano (1985)
- Max, l'arciduca fudizà (1989)
- Vita privata avventure e amori di Michele Crismani dodicenne (1996)
- Librobus - Cosa e come leggere in autobus (1996)
- Pseudemys scripta elegans (1997)
- Like a hurricane (1997)
- Svogliatissima ricerca scolastica di Michele Crismani tredicenne (1998)
- No posso più de lori (1999)
- Un pacco postale di nome Michele Crismani (2000)
- Padri pentiti (2000)
- Testa di legno (2000)
- Viviana Gions e le Quattro Tonsille (2000)
- Il viaggio è un'avventura bianca e blu (2001)
- Lesioni lievi - Poesie tristi da ridere (2001)
- Incubi (2001)
- Michele Crismani vola a Bitritto (2001)
- Dribbling a rientrare (2002)
- Primi tre capitoli di Un pacco postale di nome Michele Crismani (2002)
- Fuori come va? - Famiglie e persone con schizofrenia. Manuale per un uso ottimistico delle cure e dei servizi (2003)
- L'ultima frontiera del vecchio disertore e le strategie della giovane apprendista (2003)
- C'è posta per Michele Crismani (2004)
- Papà, mamma, il gatto, io e l'influenza (2004)
- Da Michele Crismani Italia a Fotis Paskos Grecia (2004)
- Calcola che ti calcola (2005)
- Non fare il furbo, Michele Crismani (2005)
- L'uomo nero e i braccialettini (2005)
- Il mio papà non è Stephen King (2005)
- Prevenire il suicidio (2005).